# Liste des plus grandes lunettes astronomiques

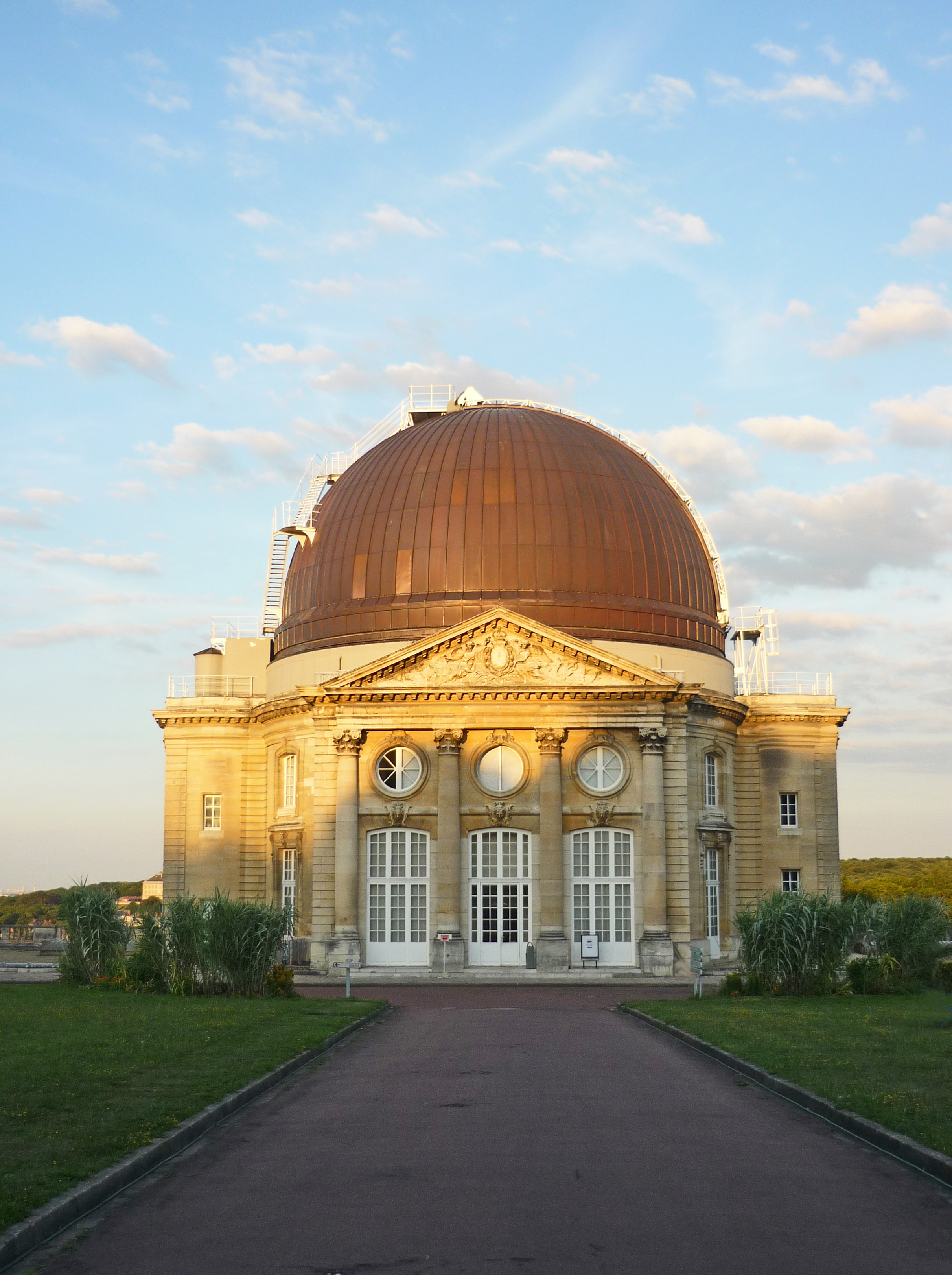
La grande coupole de l'Observatoire de Paris à Meudon

Voici une liste des plus grandes lunettes, triées par le diamètre de leur lentille (l'objectif) :
| Observatoire                      | Emplacement                                           | Diamètre de la lentille | Distance focale | Grossissement    | Date de construction | Commentaires |
| --------------------------------- | ----------------------------------------------------- | ----------------------- | --------------- | ---------------- | -------------------- | --- |
| Exposition universelle de 1900    | Paris, France                                         | 1,25 m                  | 57 m            | 500 (plus petit) | 1900                 | La « Grande lunette de l'exposition universelle », une lunette astronomique qui fut démontée à la fin de l'exposition. Les lentilles se trouvent actuellement à l'Observatoire de Paris. |
| Observatoire Yerkes               | Williams Bay, Wisconsin, États-Unis                   | 1,02 m                  | 19,4 m          |                  | 1897                 | |
| Swedish Solar Telescope           | Observatoire du Roque de los Muchachos, Îles Canaries | 0,98 m                  | 20,3 m          |                  | 2001                 | Destiné à l’observation du Soleil |
| Observatoire Lick                 | Mont Hamilton, Californie, États-Unis                 | 0,91 m                  | 17,6 m          |                  | 1888                 | |
| Observatoire de Paris             | Meudon, France                                        | 0,83 m + 0,62 m         | 16,2 m          |                  | 1891                 | Double lunette. Actuellement hors-service,, cours de restauration. |
| Observatoire de Potsdam           | Potsdam, Allemagne                                    | 0,80 m                  | 12.0 m          |                  | 1899                 | |
| Observatoire de Nice              | Nice, France                                          | 0,76 m                  | 17,9 m          | 2250             | 1887                 | La lunette est encore utilisée aujourd'hui. |
| Observatoire Allegheny            | Pittsburgh, Pennsylvanie, États-Unis                  | 0,76 m                  | 14,1 m          |                  | 1914                 | |
| Observatoire royal de Greenwich   | Borough royal de Greenwich, Londres, Royaume-Uni      | 0,71 m                  | 8,5 m           |                  | 1894                 | |
| Observatoire de Vienne            | Vienne, Autriche                                      | 0,69 m                  | 10,5 m          |                  | 1878                 | |
| Observatoire Archenhold           | Berlin, Allemagne                                     | 0,68 m                  | 21 m            |                  | 1896                 | |
| Observatoire de Johannesburg      | Johannesburg, Afrique du Sud                          | 0,67 m                  | 10,9 m          |                  | 1925                 | |
| Observatoire McCormick            | Mont Jefferson, Virginie, États-Unis                  | 0,67 m                  | 9,9 m           |                  | 1883                 | |
| Observatoire royal de Greenwich   | Borough royal de Greenwich, Londres, Royaume-Uni      | 0,66 m                  | 6,8 m           |                  | 1897                 | |
| Observatoire naval des États-Unis | Washington, DC, États-Unis                            | 0,66 m                  | 9,9 m           |                  | 1873                 | |
| Observatoire du Mont Stromlo      | Mont Stromlo, Australie                               | 0,66 m                  | 10,8 m          |                  | 1925                 | Se trouvait avant, Afrique du Sud. Elle fut déplacée, Australie, 1952 et détruite par un incendie de forêt le 18 janvier 2003.                                                           |